# Sibbaldia sikkimensis
Sibbaldia sikkimensis là loài thực vật có hoa trong họ Hoa hồng. Loài này được (Prain) Chatterjee miêu tả khoa học đầu tiên năm 1938.